# Athorybia rosacea
Athorybia rosacea är en nässeldjursart som först beskrevs av Forskål 1775.  Athorybia rosacea ingår i släktet Athorybia och familjen Athorybiidae. Inga underarter finns listade i Catalogue of Life.